# Kat Cammack
Kathryn "Kat" Cammack (Denver, 16 de febrero de 1988) es una empresaria, asesora política y congresista estadounidense que actualmente representa al 3.° distrito congresional de Florida ante la Cámara de Representantes de los Estados Unidos. Pertenece al Partido Republicano.

## Primeros años y educación
Kat nació en Denver, Colorado. Obtuvo una licenciatura en relaciones internacionales de la Universidad Estatal Metropolitana de Denver y una maestría en defensa nacional y estudios estratégicos de la Escuela de Guerra Naval.

## Carrera
Kat trabajó como cajera del banco Wells Fargo desde el 2007 hasta el 2008.
En el 2011 se convirtió en la directora de la campaña política de Ted Yoho en su camino al Congreso. Dicho trabajo lo mantuvo hasta el 2018. Además de ser directora de campaña, Kat llegó a ser la jefa de gabinete del congresista Ted Yoho durante el periodo 2013-2019. Igualmente, Kat fue el punto de contacto principal para el grupo de trabajo contra la trata de personas del centro norte de Florida que dirigió el congresista Ted Yoho en el periodo 2015-2019.
A la par con sus funciones políticas, Kat emprendió su propia compañía profesional que brinda servicios de marketing, comunicación y asesoría con Grit Strategies LLC, en 2013. También fue cofundadora y vicepresidenta de The Grit Foundation desde 2017 hasta la actualidad.
Ted Yoho prometió ocupar el puesto de representante del distrito por sólo 4 periodos, y cumplió su promesa. De esta forma, el puesto quedó libre y Kat lanzó su candidatura. El 3 de noviembre de 2020 ganó con 223.075 votos que representaron el 57.1% de los votos totales, derrotando así al demócrata Adam Christensen. El periodo actual de Kat termina el 3 de enero de 2023. Kat es la representante republicana más joven de la historia.
Hasta ahora, Kat hace parte del Comité de Seguridad Nacional como miembro regular y del Subcomité de preparación, respuesta y recuperación ante emergencias, como miembro destacado. Por otra parte, Kat es miembro del Comité de Agricultura.

## Vida personal
Kat está casada con Matthew Harrison, un bombero y paramédico. Tienen dos perros llamados Jazzy y Hunter. Actualmente viven en Gainesville, Florida. Kat practica la religión cristiana. Antes de llegar al Congreso, Kat tuvo que vivir cuatro meses en un hotel con su madre porque su familia quedó sin hogar. Después del asalto al Capitolio de los Estados Unidos, Kat recibió múltiples amenazas de muerte. Algunas amenazas serias están siendo investigadas.